# Алексіс Сантуш
Алексіс Сантуш (порт. Alexis Santos, 23 березня 1992) — португальський плавець.
Учасник Олімпійських Ігор 2016 року.
Призер Чемпіонату Європи з водних видів спорту 2016 року.